# سرزمین شعر

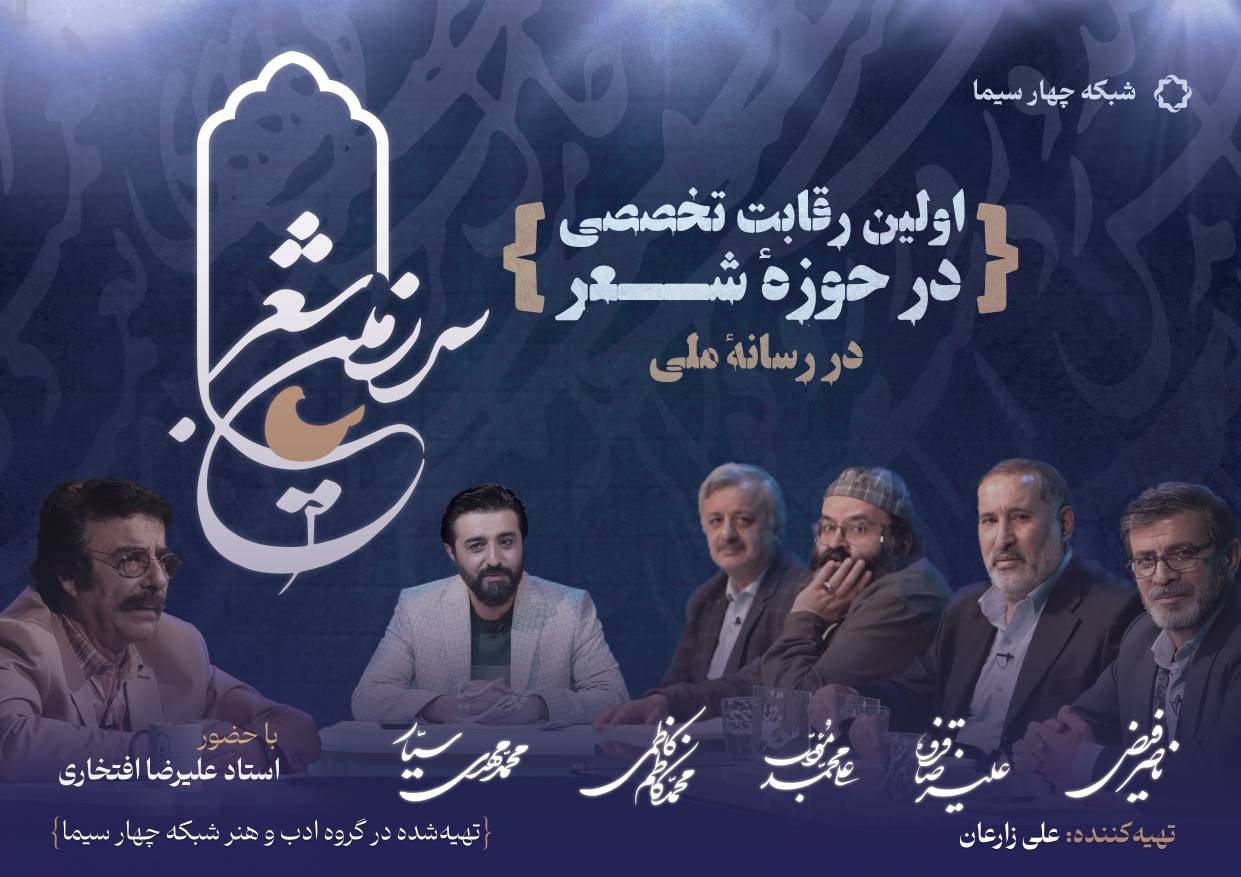
پوستر فصل اول

سرزمین شعر نام یک برنامه تلویزیونی در حوزۀ شعر معاصر ایران است. این برنامه تولید شبکه چهار در سال ۱۴۰۲ و ۱۴۰۳ و به تهیه‌کنندگی علی زارعان است. 

## فصل اول
فصل اول سرزمین شعر از ۲۶ اسفند ۱۴۰۲ در ۲۶ قسمت ۷۰ دقیقه‌ای هر شب ساعت ۲۲:۳۰ از شبکه چهار پخش شد. محمدمهدی سیار اجرا و دبیری هیئت داوران برنامه را به عهده داشت. ۶۴ شاعر در هشت گروه با یکدیگر به رقابت پرداختند و اشعارشان را کارشناسان متخصص حوزۀ شعر و ادبیات داوری کردند. ناصر فیض، علیرضا قزوه، محمدکاظم کاظمی و علی‌محمد مؤدب داوران مسابقات این برنامه بودند.
در آخرین قسمت از فصل اول که جمعه ۳۱ فروردین ماه ۱۴۰۳ پخش شد، محمد سعید میرزایی به سرگروهی مصطفی محدثی خراسانی، علیرضا رجبعلی‌زاده کاشانی به سرگروهی فریبا یوسفی، محمدحسین ملکیان به سرگروهی محمود حبیبی کسبی و آرزو سبزوار قهفخری به سرگروهی فریبا یوسفی به مرحله پایانی راه یافتند و با یکدیگر به رقابت پرداختند. پس از ارزیابی توسط داوران برنامه، محمد سعید میرزایی نفر اول، علیرضا رجبعلیزاده کاشانی نفر دوم و محمدحسین ملکیان و آرزو سبزوار قهفرخی به صورت مشترک نفر سوم این دوره از رقابت تخصصی شعر شدند. 

## فصل دوم
فصل دوم از ۱۷ شهریور ۱۴۰۳ آغاز شد و در ۲۰ قسمت ۷۰ دقیقه‌ای از شنبه تا سه‌شنبه ساعت ۲۱ از شبکه چهار و ساعت ۲۳:۱۵ از شبکه دو پخش شد. همچنین خلاصۀ برنامه، چهارشنبه‌ها، ساعت ۲۱ روی آنتن شبکه چهار می‌رفت.
این فصل با تهیه‌کنندگی علی زارعان و کارگردانی علی شریعت‌پناه و سعید ایلاتی و اجرای امیرحسین مدرس بود. در فصل دوم ۴۰ شاعر با یکدیگر رقابت کردند. اجرای بخش «چالش» برنامه برعهدۀ محمود حبیبی‌کسبی بود. همچنین حضور فعال شاعران افغانستان در هر قسمت و حضور تماشاگران در صحنۀ رقابت، از ویژگی‌های فصل جدید بود. ناصر فیض، علیرضا قزوه، محمدکاظم کاظمی، علی‌محمد مؤدب و محمدمهدی سیار داوران فصل دوم این برنامه بودند. قسمت پایانی این فصل در ۲۵ مهر ۱۴۰۳ با اهدای جوایز به نفرات برتر به پایان رسید.

## فصل سوم
فصل سوم از ۲۸ آذر ۱۴۰۳ تا ۱۳ فروردین ۱۴۰۴ در ۱۹ قسمت ۷۰ دقیقه‌ای در روز‌های شنبه تا چهارشنبه در ساعت ۲۱ به روی آنتن شبکه چهار رفت. و روزهای شنبه تا سه شنبه ساعت ۱۹:۰۰ از شبکه یک پخش شد.